# Archidiocèse de Bénévent
L'archidiocèse de Bénévent (en latin : archidioecesis Beneventana ; en italien : arcidiocesi di Benevento) est un archidiocèse métropolitain de l'Église catholique d'Italie appartenant à la région ecclésiastique de Campanie.

## Territoire
Il est à cheval sur deux provinces : une partie de la province de Bénévent, l'autre partie de cette province étant partagé par le diocèse de Cerreto Sannita-Telese-Sant'Agata de' Goti. Il se situe aussi dans une partie de la province d'Avellino dont l'autre partie est dans les archidiocèses de Salerne-Campagna-Acerno et de Sant'Angelo dei Lombardi-Conza-Nusco-Bisaccia, les diocèses de Nole, d'Avellino et d'Ariano Irpino-Lacedonia et l'abbaye territoriale de Montevergine. Il possède un territoire d'une superficie de 1 691 km2 divisé en 116 paroisses regroupées en 4 archidiaconés. L'évêché est dans la ville de Bénévent où se trouve la cathédrale Notre Dame d'Episcopio.

## Histoire
Landolfo est le premier à recevoir le titre d'archevêque métropolitain par la bulle Cum certum sit du pape Jean XIII datée du 26 mai 969. L'archevêque jouit de privilèges spéciaux pouvant sceller ses décrets avec un sceau de plomb comme la curie romaine et utiliser un camauro comme le pape. L'utilisation du camauro cessent en 1466 avec l'archevêque Niccolò Piccolomini sous Paul II.
Au fil du temps, l’archidiocèse compte jusqu’à 32 diocèses suffragants : Acquaputrida (it), Sant'Agata dei Goti, Alife, Ariano, Ascoli, Avellino, Boiano, Bovino, Dragonara (it), Fiorentino (it), Frigento (it), 
Guardialfiera (it), Larino,   Lesina (it), Limosano (it), Lucera, Montecorvino (it), Montemarano (it), Ordona, Quintodecimo (it), Sepino (it), Sessola, Telese, Termoli, Tocco Caudio (it), Tortiboli, Trivento, Trevico (it), Troia, Tocco Caudio (it), Viccari (it), Vulturara (it). De 668 à 1034, la pastorale du diocèse de Siponto est confiée aux archevêques de Bénévent.
Au début du XIIe siècle, les diocèses suffragants sont ensuite réduits à 24 par le concile provincial d'Ugone Guidardi de 1374. De cette vaste région ecclésiastique, qui va de la mer Tyrrhénienne à la mer Adriatique correspond presque au duché de Bénévent. Les églises suffragantes sont ensuite réduites à treize et restent en vigueur jusqu'à la fin de la Seconde Guerre mondiale : Sant'Agata de 'Goti, Ariano, Ascoli et Cerignola, Avellino, Boiano, Bovino, Cerreto, Larino, Lucera, Montevergine, Piedimonte (Alife), San Severo et Termoli.
Le 21 janvier 1983, à la suite du décret Ad uberius de la congrégation pour les évêques, il récupère la commune de San Bartolomeo in Galdo appartenant auparavant au diocèse de Lucera et à la commune de Sassinoro de l'archidiocèse de Campobasso-Boiano ; dans le même temps, il cède à l'archidiocèse de Campobasso-Boiano les municipalités de Sant'Angelo Limosano, Limosano, Matrice, Campolieto, Monacilioni, San Giovanni in Galdo, Toro, Campodipietra, Jelsi, Gildone, Cercemaggiore, Cercemaggiore, Riccia, Gambia, Tufara, Pietracatella, Macchia Valfortore et Sant'Elia a Pianisi. En 1997 et 1998, par deux décrets de la même congrégation pour les évêques, l'archidiocèse de Bénévent cède les municipalités de Greci et Savignano Irpino au diocèse d'Ariano Irpino-Lacedonia, obtenant en contrepartie les municipalités de Sant'Arcangelo Trimonte et Buonalbergo.
Deux cardinaux, archevêques de la ville, deviendront pape : Paul III et Benoît XIII. La ville de Bénévent est aussi le lieu de naissance de trois papes : Grégoire VIII, Félix IV et Victor III.

## Source
- (it) Cet article est partiellement ou en totalité issu de l’article de Wikipédia en italien intitulé « Arcidiocesi di Benevento » (voir la liste des auteurs).

### Articles liés
- Liste des diocèses et archidiocèses d'Italie
- Église catholique en Italie